# Jim Delligatti
Michael James Delligatti (ur. 2 sierpnia 1918 w Uniontown, zm. 28 listopada 2016 w Pittsburgu) – amerykański przedsiębiorca, twórca Big Maca.

## Życiorys
Urodzony 2 sierpnia 1918 r. w Uniontown, jego rodzicami byli James Delligatti i Lucille Dandrea. Ojciec imał się różnych prac, w związku z czym rodzina często się przeprowadzała. Delligatti ukończył Fairmont High School w Wirginii Zachodniej, po czym podejmował się różnych prac, aż w 1942 r. wstąpił do armii. Służył w Europie jako żołnierz 26 Dywizji Piechoty. Po wojnie ponownie pracował w różnych miejscach, po czym przeniósł się do południowej Kalifornii, gdzie pracował w restauracjach typu drive-in. W 1953 r. Delligatti wraz z przyjacielem Johnem Sweeneyem otworzyli restaurację drive-in Delney’s w Pittsburgu. W 1955 r. zainteresował się działalnością firmy McDonald’s i dwa lata później został jednym z jej pierwszych franczyzobiorców, otwierając w Pittsburgu lokal marki. W ciągu następnych 25 lat uruchomił kolejne 47 restauracji. W swoich restauracjach zaczął podawać kanapki Big Mac (22 kwietnia 1967 r.), ofertę śniadaniową i inne produkty, które z czasem stały się częścią ogólnokrajowej oferty McDonald’s.
W 2007 r. Delligatti otworzył w North Huntingdon w Pensylwanii Big Mac Museum Restaurant.
Był dwukrotnie żonaty. Pierwsze małżeństwo z Ann Vunora, z którą miał syna, skończyło się rozwodem. Ponownie ożenił się z Eleanor Carmody, z którą miał również syna.
Zmarł 28 listopada 2016 r. w Pittsburgu.